# ده عبدالله کوت
ده عبدالله کوت یا ده عبدالله روستایی در دهستان دوست محمد بخش مرکزی شهرستان هیرمند استان سیستان و بلوچستان ایران است.

## جمعیت
بر پایه سرشماری عمومی نفوس و مسکن در سال ۱۳۹۵ جمعیت این روستا ۳۹ نفر (۹خانوار) بوده‌است.